# Cheilosia subalbipila
Cheilosia subalbipila är en tvåvingeart som först beskrevs av Violvitsh 1956.  Cheilosia subalbipila ingår i släktet örtblomflugor, och familjen blomflugor. Inga underarter finns listade i Catalogue of Life.